# Kanton Valdoie
Het Kanton Valdoie is een kanton van het departement Territoire de Belfort in Frankrijk. Het kanton maakt deel uit van het arrondissement Belfort.

## Geschiedenis
Tot 22 maart 2015 maakten de gemeenten Cravanche en Essert onderdeel uit van het kanton. Op die dag werd het kanton Bavilliers gevormd, waar beide genoemde gemeenten in werden opgenomen. Op dezelfde dag werd het kanton Offemont opgeheven en de vier gemeenten werden bij het kanton Valdoie gevoegd, net als de gemeente Denney, die daarvoor deel had uitgemaakt van het eveneens opgeheven kanton Fontaine. Het aantal gemeenten in het kanton nam hierdoor toe van drie naar acht.

## Gemeenten
Het kanton Valdoie omvat de volgende gemeenten:
- Denney
- Éloie
- Évette-Salbert
- Offemont
- Roppe
- Sermamagny
- Valdoie
- Vétrigne

Arrondissement Belfort: Bavilliers · Belfort-1 · -2 · -3 · Châtenois-les-Forges · Delle · Giromagny · Grandvillars · Valdoie